# Pamproux
Pamproux ist eine französische Gemeinde mit 1.685 Einwohnern (Stand: 1. Januar 2022) im Département Deux-Sèvres in der Region Nouvelle-Aquitaine. Sie gehört zum Arrondissement Niort und zum Kanton Celles-sur-Belle. Die Einwohner werden Pamprousien(ne)s genannt.

## Geographie
Pamproux liegt etwa 35 Kilometer südwestlich von Poitiers. Umgeben wird Pamproux von den Nachbargemeinden Saint-Germier im Norden, Rouillé im Osten, Avon im Südosten, Bougon im Süden, Salles im Südwesten und Westen sowie Soudan im Westen und Nordwesten.
Am Nordwestrand der Gemeinde führt die Autoroute A10 entlang.

## Bevölkerungsentwicklung
| Jahr                       | 1962 | 1968 | 1975 | 1982 | 1990 | 1999 | 2006 | 2012 | 2019 |
| Einwohner                  | 1717 | 1708 | 1737 | 1736 | 1728 | 1626 | 1649 | 1681 | 1704 |
| Quellen: Cassini und INSEE |      |      |      |      |      |      |      |      |      |

## Sehenswürdigkeiten
- Kirche Saint-Maixent, Monument historique
- Markthalle, Monument historique

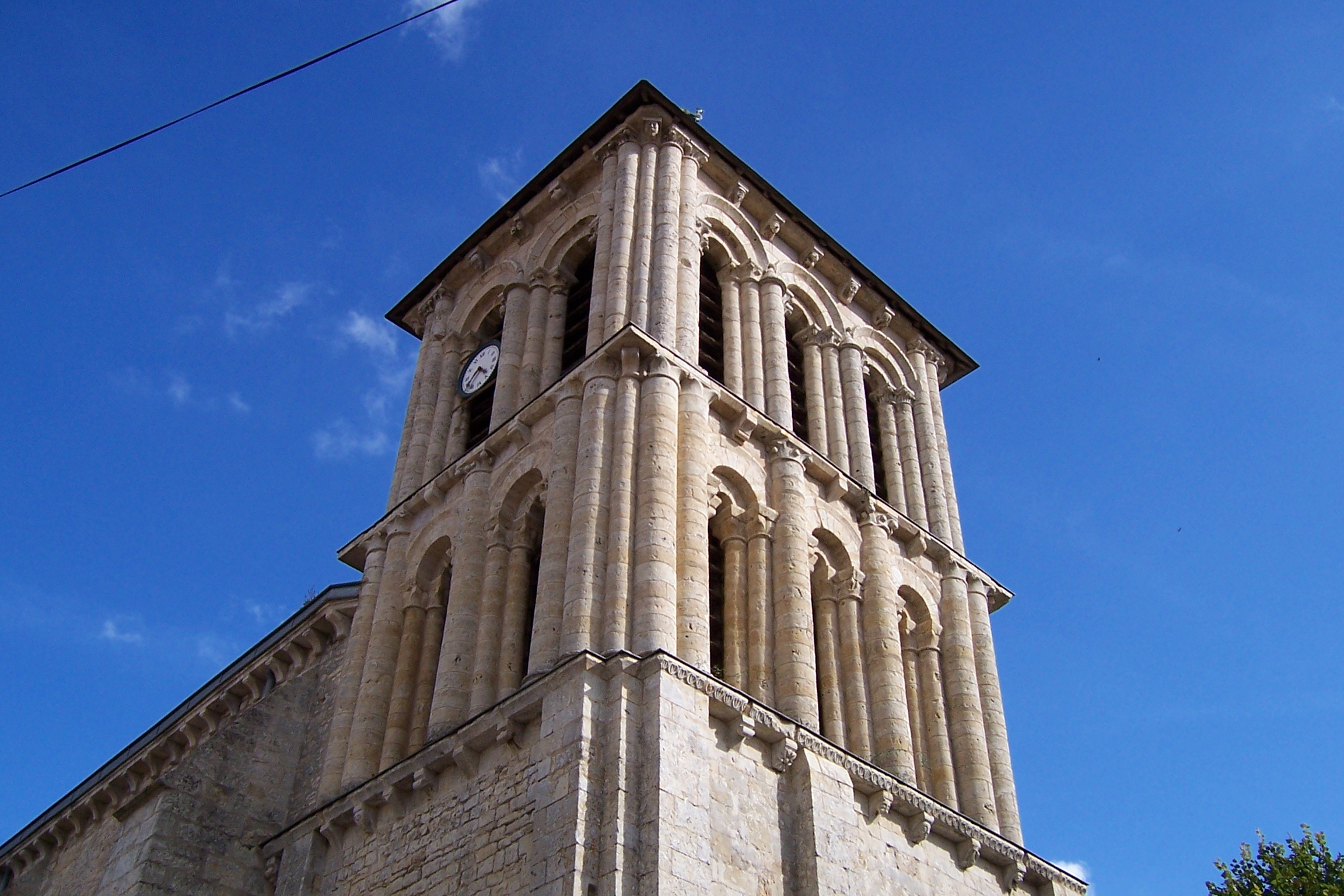
Kirche Saint-Maixent
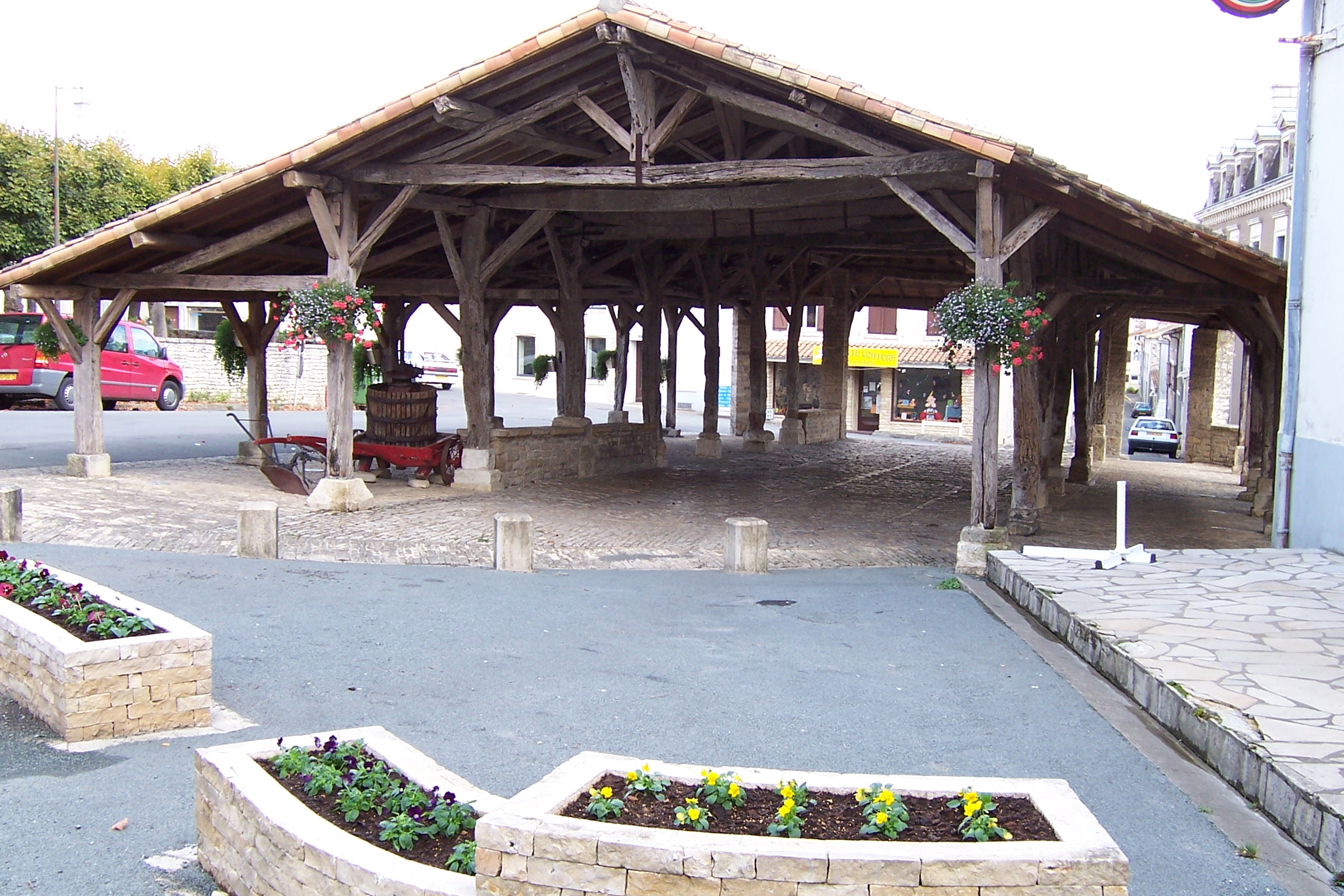
Markthalle
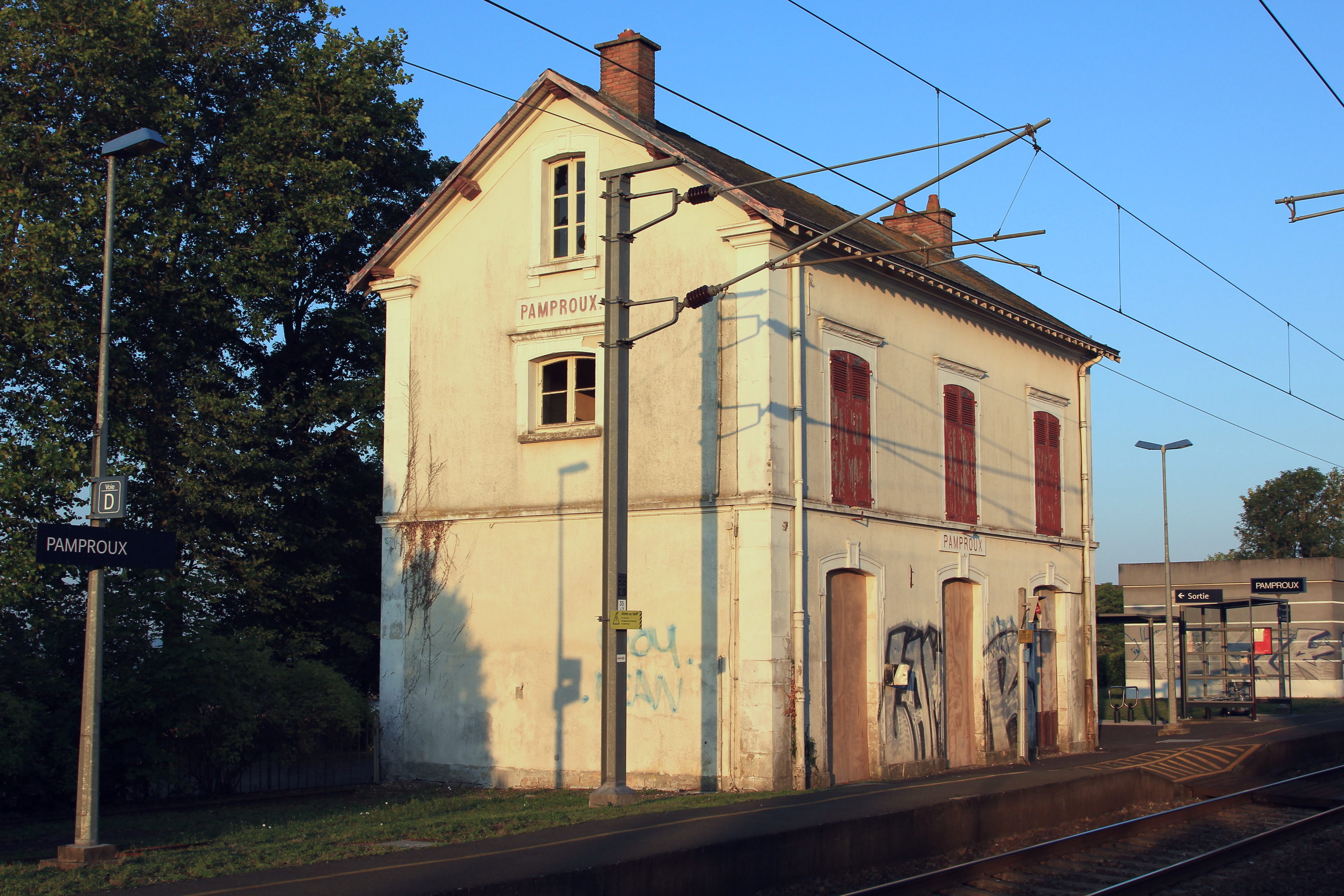
Bahnhof

## Verkehr
Am Bahnhof Pamproux an der Bahnstrecke Saint-Benoît–La Rochelle-Ville verkehren TER-Züge von und nach La Rochelle-Ville und Poitiers.